# 玉壁城遗址
玉壁城遗址，是一处北朝古遗址，位于中国山西省运城市稷山县西南的太阳乡白家庄村一带的峨眉塬上，三面为黄土断崖。现已列为中华人民共和国全国重点文物保护单位。

## 历史
南北朝時期，534年，东魏与西魏分裂。当年西魏派军队渡过黄河，插入东魏领土，在峨眉塬上修筑玉壁城。东魏丞相高欢对西魏两次发动玉壁之战（542年和546年），旨在攻取此城，打开進攻西魏的道路。在西魏大统十二年、东魏武定四年（546年）寒冬发生的第二次玉壁之战中，经过60天的惨烈激战，韦孝宽率不足万人的西魏军队死守玉壁城，东魏二十万大军久攻不下，十分之四五死伤病亡，被迫撤退。从此东魏元气大伤。

## 遗址
玉壁城尚存南门两侧的夯土残垣。西段保存稍好，拐角处残高达4米。

## 保护
2004年6月10日，玉壁城遗址由山西省人民政府公布为第四批山西省文物保护单位，编号4-24-1-24
2013年3月5日，玉壁城遗址由中华人民共和国国务院公布为第七批全国重点文物保护单位，编号7-0050-1-050。